# Chiesa di San Cristoforo in Perticaia
La chiesa di San Cristoforo in Perticaia è un edificio religioso che si trova nel comune di Rignano sull'Arno, in provincia di Firenze.

## Storia
Documentata fin dalla prima metà del secolo XI (all'edificio sacro si accenna già in un atto notarile risalente al 1037, che certifica il passaggio di proprietà degli oratori intitolati a San Cristoforo e San Martino, donati dal chierico Alberto a Grimaudo), alla chiesa si fa riferimento nella descrizione della visita pastorale del 1436, quando viene indicata come una delle undici chiese suffraganee della pieve di San Leolino, e, più tardi, in un inventario risalente al 1564, che fa riferimento alla visita pastorale del 1532 da parte del vescovo di Fiesole Braccio Martelli e dà notizia dell'unione a San Cristoforo delle chiese di San Piero (si ignora quale delle vicine) e di Santa Maria a Novoli (da non confondere con l'omonima chiesa fiorentina). Secondo lo stesso documento cinquecentesco, inoltre, la chiesa è sede della compagnia del Corpus Domini. Tra 1735 e 1740 la chiesa fu dotata di portico e completamente rifatta per volontà del parroco Michele Fazzini, come si legge in diverse iscrizioni all'esterno e all'interno della chiesa. Nel 1899, infine, San Cristoforo ottenne il titolo di pieve per volontà del vescovo di Fiesole David Cammilli.

## Descrizione
La chiesa, di origine romanica come quasi tutte quelle del territorio rignanese, si presenta oggi in una veste totalmente diversa. All'esterno la facciata intonacata è preceduta da un portico classicheggiante che un'iscrizione dice voluto da Michele Fazzini e completato nel 1740. Al di sopra del portico è una finestra termale spezzata e più in alto un piccolo occhio, probabilmente nella posizione di esso al culmine di una precedente facciata a cuspide.

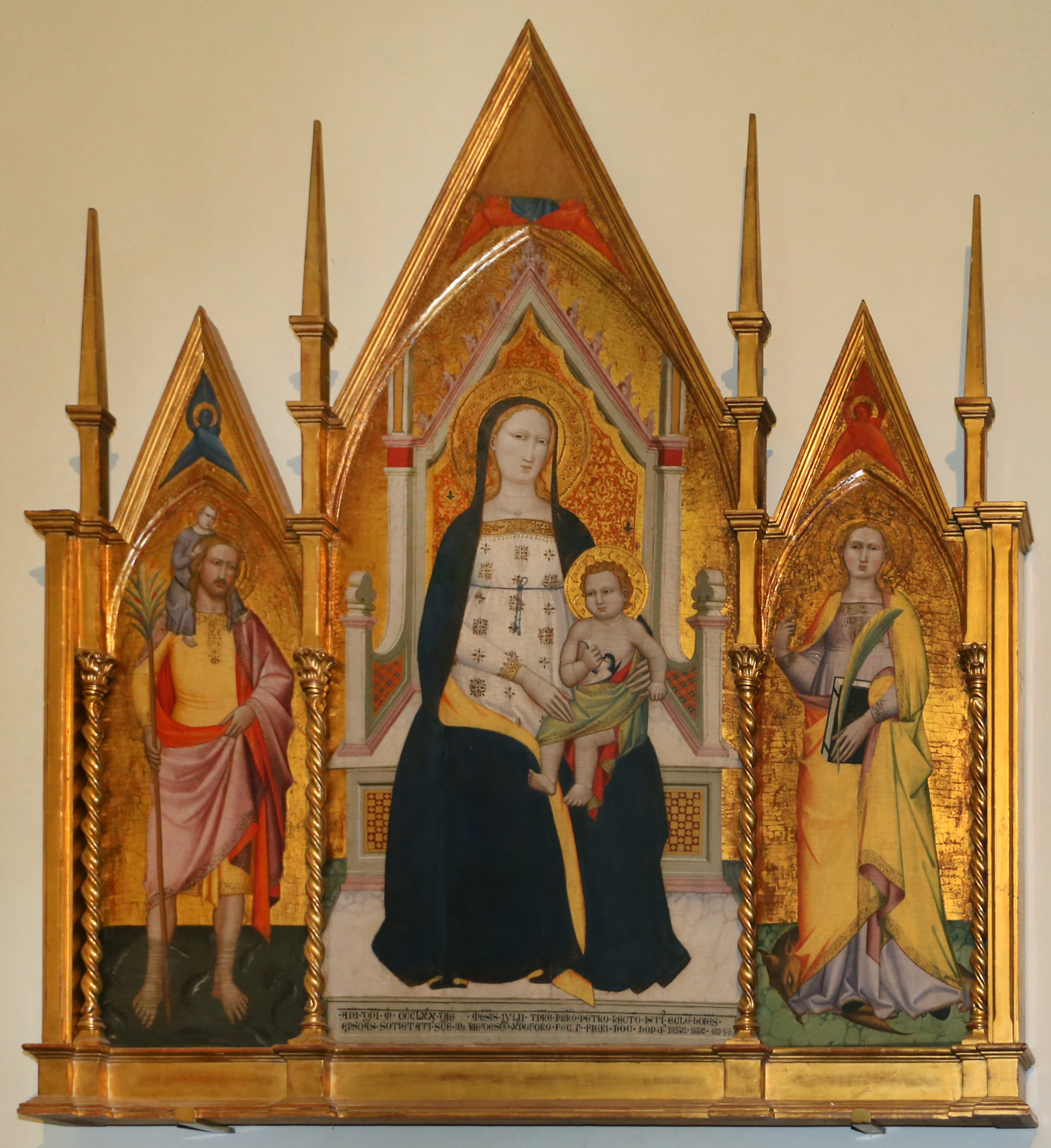
Il trittico di Cenni di Francesco

L'interno mostra ancora tracce di affreschi di discreta qualità, che dovevano estendersi almeno per la maggior parte della chiesa, e che rivelano alcune fasi storiche della chiesa. Un notevole frammento rappresentante poco meno di una Madonna della Misericordia è stata ritrovata presso l'altare sinistro ed è databile all'ultimo Duecento o ai primissimi anni del Trecento. Altri affreschi in fondo alla parete sinistra con San Michele Arcangelo e San Giovanni Battista, forse frammenti di una teoria di Santi, sono da riferirsi al tardo Trecento. Un'altra figura frammentaria di Angelo, forse parte di un'Annunciazione di primo Quattrocento si trova all'inizio della navata sinistra, vicino a due notevoli figure di San Sebastiano e Santo monaco, databili al tardo Quattrocento o ai primissimi anni del Cinquecento, di cultura ghirlandaiesca e forse da riferirsi a Bastiano Mainardi, pittore attivo in zona.
L'attuale elegante assetto dell'interno ad aula unica, conclusa da coro e comprendente quattro altari laterali, come la decorazione, risalgono alla ristrutturazione attuata nel Settecento. Gli altari sono tutti datati 1736 e furono voluti dal menzionato Fazzini, eccetto il secondo a destra, della Confraternita del Rosario, comunque della stessa data.
Un raffinato restauro legato all'insediamento di monaci benedettini, che ha condotto anche al recupero dell'adiacente convento dopo decenni di abbandono, ha ulteriormente arricchito l'edificio consentendo il ritorno in chiesa, sulla parete a destra dell'altare, di una tavola frammentaria oggi in forma di trittico raffigurante la Vergine col Bambino e santi di Cenni di Francesco, opera datata 1370, di grande eleganza coloristica e compositiva, tipica ancora della cultura tardogotica. La tavola doveva essere probabilmente almeno un pentittico dato che esiste un Santo Vescovo, oggi nel museo Diocesano di Milano (Collezione Crespi), a tutta evidenza pertinente all'attuale trittico e a cui doveva corrispondere almeno un'altra figura all'estrema sinistra.